# Cycas hongheensis
Cycas hongheensis är en kärlväxtart som beskrevs av S.Y. Yang och S.L. Yang. Cycas hongheensis ingår i släktet Cycas, och familjen Cycadaceae. IUCN kategoriserar arten globalt som akut hotad. Inga underarter finns listade i Catalogue of Life.